# Johann von Zimmermann
Pour les articles homonymes, voir Johann Zimmermann et Zimmermann.
Johann von Zimmermann (27 mars 1820 – 2 juillet 1901) est un industriel allemand, considéré comme l'un des fondateurs de la machine-outil en Allemagne.